# Joseph Bass
Joseph Bass né le 22 mai 1908 à Grodno (aujourd'hui en Biélorussie) et mort le 18 janvier 1970 à Sevran,, est un résistant juif français, d'origine russe, fondateur du groupe d'action contre la déportation, appelé aussi le "Service André". En 1941, il est interné au camp du Vernet. Il s'évade et rejoint à Marseille le groupe de résistants du Musée de l'Homme. 

## Biographie
Joseph Bass,,, est né en 1908 à Grodno (Hrodna), aujourd'hui en Biélorussie. Dans les années 1930, il s'engage au sein du « mouvement socialiste libertaire ».

### Seconde Guerre mondiale

#### Camp du Vernet

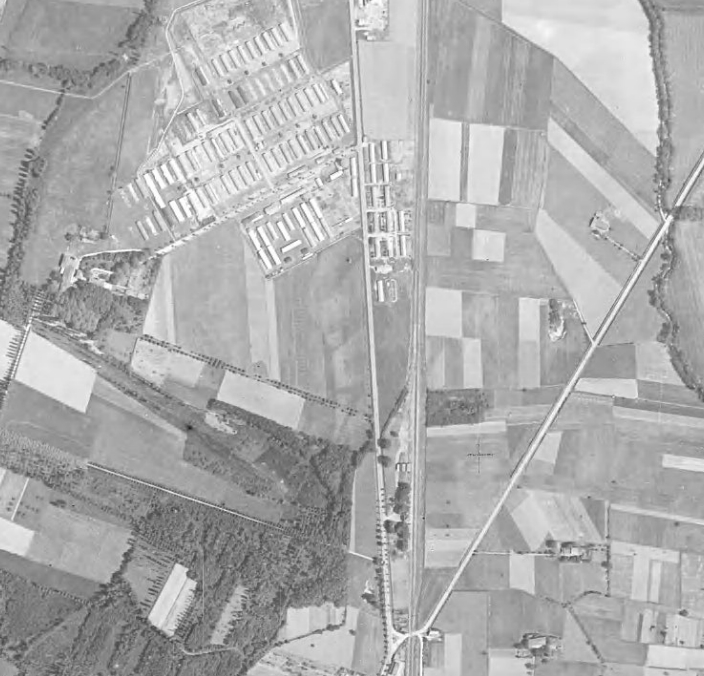
camp du Vernet vue du ciel 1942

En 1941, Joseph Bass est interné au camp du Vernet.
Le camp du Vernet d’Ariège est un camp d'internement français situé dans la commune du Vernet en Ariège, sur le bord de la route Nationale 20, au nord de Pamiers (Ariège).

#### Marseille
Joseph Bass s'évade du Camp du Vernet. Il rejoint à Marseille le groupe de résistants du musée de l'Homme.
Il interacte avec Léon Poliakov et le grand-rabbin Schneour Zalman Schneersohn qui dirige un home d'enfants. Il devient leur professeur de dessin industriel.
Avec l'occupation de Marseille par les Allemands et le début des rafles, Joseph Bass crée le "Service André". Il cherche des cachettes hors de la ville, fabrique des faux-papiers, accompagne jusqu'à la frontière ceux qui essaient de rejoindre l'Espagne. Il utilise ses propres fonds jusqu'à sa rencontre avec Maurice Brenner représentant l'American Jewish Joint Distribution Committee (Joint) de France qui décide de financer son action.
Il est en contact avec le grand-rabbin René Hirschler,  Angelo Donati, le grand-rabbin de Marseille Israël Salzer, le Père Marie-Benoît, capucin, le Père Bremond, jésuite à Nice, le pasteur Marcel Heuzé, de Marseille (mort à Ravensbrück en 1945), le Père de Parseval, prieur du couvent des dominicains, le frère Marcolin, son collègue, Alfred Daumas, prêtre du diocèse de Nice.

#### Chambon-sur-Ligne

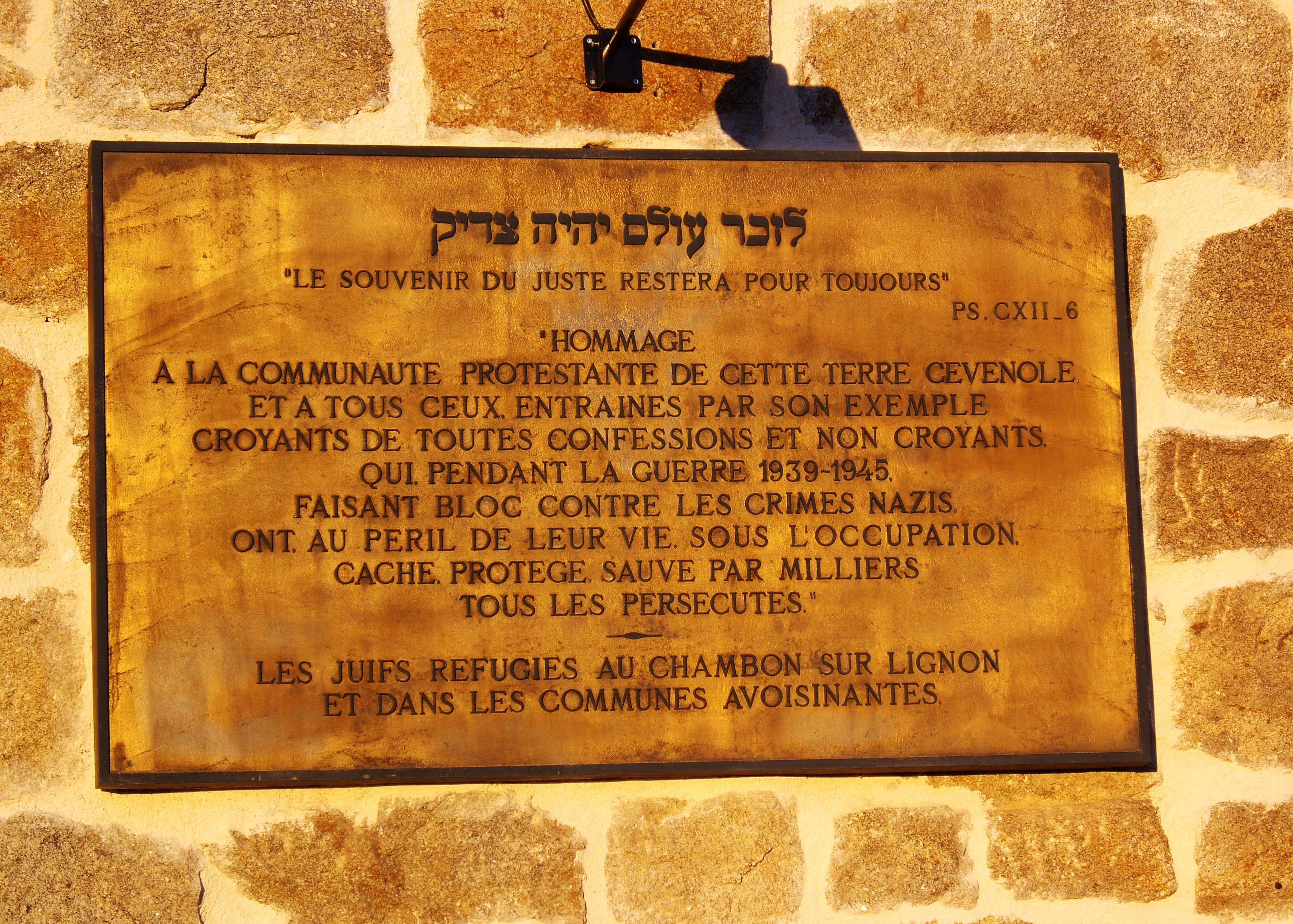
Plaque commémorative du sauvetage des juifs au Chambon sur Lignon

En automne 1942, Joseph Bass rencontre le pasteur Roland Leenhardt  (reconnu comme Juste parmi les nations en 1991) et le pasteur Jean-Severin Lemaire (survivant de Mauthausen et de Dachau) (reconnu comme Juste parmi les nations en 1976), qui lui parlent du Chambon-sur-Lignon (Haute-Loire). Il prend contact avec le pasteur André Trocmé (reconnu comme Juste parmi les nations avec son épouse Magda Trocmé en 1984) et coordonne une filière pour amener des centaines de Juifs et les cacher sur le plateau du Chambon.

#### Saint-Étienne
Après l'armistice de Cassibile, signé secrètement le 3 septembre 1943 à Cassibile, un village proche de Syracuse en Sicile, entre le royaume d'Italie et les forces alliées, et le départ de l'armée italienne, Joseph Bass s'installe aux environs de Saint-Étienne, dans l'Auberge des Musiciens.
Il engage une résistante non-juive, Hermine Orsi, qui a sauvé 45 enfants restés seuls après l'arrestation du pasteur Daniel Trocmé, neveu d'André Trocmé, arrêté et déporté.
Les activités de Léon Poliakov au sein du « Réseau André d'action contre la déportation » dirigé par Joseph Bass consistent principalement à fabriquer des faux papiers, à convoyer des Juifs en danger de la zone sud vers le plateau protestant du Chambon-sur-Lignon pour les mettre en sécurité et à transporter des armes vers les maquis juifs actifs sur le plateau auvergnat.
Il fait venir le grand-rabbin Schneour Zalman Schneersohn et ses élèves dans la région de Saint-Étienne pour les mettre à l'abri des arrestations et de la déportation.

### Arrestation de Claude Gutmann
À Nice, il y a l'équipe "Sixième"-"Education physique" (du mouvement des Jeunesses sionistes, MJS) et d'autres équipes dont le  "Service André" fondé par Joseph Bass.
Ce dernier avait recruté une infirmière qui avait rendu des services à des œuvres juives et il recommande que le groupe des MJS prenne contact avec elle. Le mardi 23 septembre 1943, le résistant Claude Gutmann a deux rendez-vous, dont un au couvent des Jésuites, 8 rue Mirabeau à Nice. 
Seules deux personnes sont au courant de ces rencontres: l'infirmière et Denise Caraco (Denise Siekierski-Caraco) ("Colibri"), cheftaine E.I de Marseille qui travaille avec le "Service André". Elle fait le guet.
Une Citroën noire "traction avant" intercepte Claude Gutmann. Pour le deuxième rendez-vous rue Mirabeau, les Jésuites ont juste le temps de prévenir de la souricière.
D'autres personnes en contact avec l'infirmière sont arrêtées.
Henri Wahl, responsable de la Sixième accourt à Nice. Il n'arrive pas à entrer en communication avec Claude Gutmann qui est maintenu au secret. Il guette à la sortie de la prison. Il suit le convoi qui amène Claude Gutmann à la gare de Nice. Il siffle l'appel scout pour que Claude Gutmann se manifeste. De Drancy, clandestinment, Claude Gutman fait parvenir le message qu'il a entendu le sifflet, qui le réconforte.
Claude Gutmann est envoyé au sous-camp de Monowitz, où il travaille dans une usine de margarine. Il retrouve des amis de la Sixième: Roger Climaud, Jacques Feuerstein et Roger Appel. Ils se retrouvent à l'appel du soir et s'encouragent mutuellement. Roger Climaud qui survit témoigne que Claude Gutmann est formel: la trahison venait de l'infirmière. Il n'a pas parlé sous la torture.
Selon le témoignage de Jean-Paul Blum, un survivant, ancien E.I. de Strasbourg, Claude Gutmann est en vie et en bonne forme au moment de l'évacuation du camp le 18 janvier 1945. Il espêre s'en sortir vivant. Il survit le trajet à pied (60 km dans la neige, par -40 degrés Celsius) jusqu'à Gleiwitz mais non à la suite : le voyage dans les wagons à bestiaux jusqu'à Buchenwald, d'une durée de 8 jours, avec pour seule nourriture de la neige fondue. Claude Gutmann est mort dans les Marches de la mort (Shoah) en janvier 1945.

#### Maquis
Durant l'hiver 1943-1944, Joseph Bass prend contact avec Lucien Lublin de l'Armée juive afin de créer un maquis au Chambon,.
L'entraînement a lieu à Chaumargais.
Le 8 février 1944, Joseph Bass est arrêté par la Gestapo. Il réussit à s'évader.
Il écrit des tracts en russe, en tatar et en allemand pour démoraliser l'armée allemande et les soldats russes qui y sont incorporés.
En août 1944, il est présent lors de la reddition de 4 000 soldats au Puy-en-Velay (Haute-Loire).